# Forceville
Forceville, auch Forceville-en-Amiénois (picardisch: Fourville-in-Anmiénoé), ist eine nordfranzösische Gemeinde mit 165 Einwohnern (Stand 1. Januar 2022) im Département Somme in der Region Hauts-de-France. Die Gemeinde gehört zum Kanton Albert und ist Teil der Communauté de communes du Pays du Coquelicot.

## Geographie
Die Gemeinde liegt rund zwei Kilometer südwestlich von Acheux-en-Amiénois an der Départementsstraße 938 von Doullens über Albert nach Péronne.

## Einwohner
| 1962 | 1968 | 1975 | 1982 | 1990 | 1999 | 2006 | 2010 |
| ---- | ---- | ---- | ---- | ---- | ---- | ---- | ---- |
| 204  | 203  | 199  | 181  | 182  | 161  | 166  | 171  |

## Verwaltung
Bürgermeister (maire) ist seit 2008 Claude Sauvage.

## Sehenswürdigkeiten
- Kirche Saint-Vaast
- Britischer Soldatenfriedhof mit 311 Bestattungen, davon sieben von deutschen Soldaten (Commonwealth War Graves Commission).